# Ocelot
Ocelot (Leopardus) – rodzaj drapieżnych ssaków z podrodziny kotów (Felinae) w obrębie rodziny kotowatych (Felidae).

## Rozmieszczenie geograficzne
Rodzaj obejmuje gatunki o cętkowanej sierści występujące w Stanach Zjednoczonych, Meksyku, Belize, Gwatemali, Salwadorze, Hondurasie, Nikaragui, Kostaryce, Panamie, Kolumbii, Wenezueli, na Trynidadzie i Tobago, w Gujanie, Surinamie, Gujanie Francuskiej, Brazylii, Ekwadorze, Peru, Boliwii, Chile, Paragwaju, Urugwaju i Argentynie.

## Morfologia
Długość ciała 38–100 cm, ogona 19,5–51,8 cm; masa ciała 1,3–15,5 kg (samce są większe i cięższe od samic).

## Systematyka
Rodzaj zdefiniował w 1842 roku angielski zoolog John Edward Gray w artykule zatytułowanym Opisy kilku nowych rodzajów i pięćdziesięciu niezarejestrowanych gatunków ssaków, opublikowanym w czasopiśmie „The Annals and magazine of natural history”. Gray wymienił cztery gatunki – Leopardus griseus J.E. Gray, 1842 (= Felis pardalis Linnaeus, 1758), Leopardus pictus J.E. Gray, 1842 (= Felis pardalis Linnaeus, 1758), Leopardus ellioti J.E. Gray, 1842 (= Felis bengalensis Kerr, 1792) i Leopardus horsfieldii J.E. Gray, 1842 (= Felis bengalensis Kerr, 1792) – nie wyznaczając gatunku typowego; Gatunkiem typowym jest (późniejsze oznaczenie) Leopardus griseus J.E. Gray, 1842 (= Felis pardalis Linnaeus, 1758) (ocelot wielki).

### Etymologia
- Leopardus: gr. λεοπαρδος leopardos ‘lampart, pantera’[21].
- Oncoides: epiet gatunkowy Felis onca Linnaeus, 1758; gr. ειδος eidos ‘wygląd, postać’[22]. Gatunek typowy (późniejsze oznaczenie)[23]: Felis pardalis Linnaeus, 1758.
- Dendrailurus: gr. δενδρον dendron ‘drzewo’; αιλουρος ailouros ‘kot’[24]. Gatunek typowy (oznaczenie monotypowe): Felis strigilata J.A. Wagner, 1841 (= Felis lineata Swainson, 1838) (nomen dubium).
- Oncifelis: epiet gatunkowy Felis onca Linnaeus, 1758; rodzaj Felis Linnaeus, 1758 (kot)[22]. Gatunek typowy (oznaczenie monotypowe): Felis geoffroyi d’Orbigny & P. Gervais, 1844.
- Noctifelis: łac. nox, noctis ‘noc’; rodzaj Felis Linnaeus, 1758 (kot)[25]. Gatunek typowy (oznaczenie monotypowe): Felis guigna G.I. Molina, 1782.
- Lynchailurus: rodzaj Lynchus Jardine, 1834 (ryś)[c]; gr. αιλουρος ailouros ‘kot’[26]. Gatunek typowy (oznaczenie monotypowe): Felis pajeros Desmarest, 1816.
- Pardalina: zdrobnienie łac. pardalis ‘pantera’[27]. Gatunek typowy (oznaczenie monotypowe): Pardalina warwickii J.E. Gray, 1867 (=  Felis geoffroyi d’Orbigny & P. Gervais, 1844).
- Pajeros: epiet gatunkowy Felis pajeros Desmarest, 1816[28]. Gatunek typowy (oznaczenie monotypowe): Pajeros pampanus J.E. Gray, 1867 ( =  Felis pajeros Desmarest, 1816).
- Pardalis: gr. παρδαλις pardalis ‘lampart’[27]. Gatunek typowy (absolutna tautonimia): Felis pardalis Linnaeus, 1758.
- Margay: lokalna, indiańska nazwa Maragua lub Maragaia znad rzeki Marañón dla cętkowanego kota[29]. Gatunek typowy: Gray wymienił cztery gatunki – Felis geoffroyi d’Orbigny & P. Gervais, 1844, Felis mitis[d] F. Cuvier, 1820, Felis tigrina von Schreber, 1775, Felis macroura Wied-Neuwied, 1821 (= Felis wiedii Schinz, 1821), Felis colocolla J.E. Gray, 1867 (= Felis colocola G.I. Molina, 1782) – nie wskazując gatunku typowego; gatunek typowy (późniejsze oznaczenie)[30] Felis macroura Wied-Neuwied, 1823 (= Felis wiedii Schinz, 1821).
- Oncilla: epitet gatunkowy Felis pardinoides oncilla Thomas, 1903; hiszp. oncilla ‘mały irbis śnieżny’[8]. Gatunek typowy (oryginalne oznaczenie): Felis pardinoides oncilla[e] O. Thomas, 1903.
- Mungofelis: zbitka wyrazowa nazw rodzajów: Mungos É. Geoffroy Saint-Hilaire & F. Cuvier, 1795 (mungo) oraz Felis Linnaeus, 1758 (kot)[9]. Gatunek typowy (oznaczenie monotypowe): Felis braccata Cope, 1889.
- Oreailurus: gr. ορος oros, ορεος oreos ‘góra’[31]; αιλουρος ailouros ‘kot’[32]. Gatunek typowy (oryginalne oznaczenie): Felis jacobita Cornalia, 1865.
- Pseudolynx: gr. ψευδος pseudos ‘fałszywy’[33] ; rodzaj Lynx Kerr, 1792 (ryś). Gatunek typowy (oryginalne oznaczenie): Lynchailurus (Pseudolynx) kriegi Schwangart, 1941 (species inquirenda).
- Montifelis: łac. mons, montis ‘góra’[34]; felis lub feles ‘kot’[35]. Gatunek typowy (oryginalne oznaczenie): Felis colocolo G.I. Molina, 1782.
- Colocolo: hiszp. colocolo ‘kot’, od mapudungun Colo Colo ‘potwór z legend Mapucze’[13]. Gatunek typowy (oryginalne oznaczenie): Felis jacobita Cornalia, 1865.
- Severtzowius: Nikołaj Siewiercow (1827–1885), rosyjski podróżnik, przyrodnik[14].

### Podział systematyczny
Status dwóch gatunków L. braccatus i L. pajeros nie został jeszcze ostatecznie wyjaśniony; zostały wyodrębnione z gatunku L. colocolo przez Garcia-Pereę w 1994 na podstawie różnic morfologicznych i geograficznych. Jednak analiza genetyczna umożliwia istnienie podziału w poszczególnych populacjach, ale nie na poziomie gatunku. Jednak analizy molekularne, morfologiczne i biogeograficzne z 2020 roku wykazały, że L. braccatus i L. pajeros jest odrębnym gatunkiem. Do rodzaju należą następujące występujące współcześnie gatunki:
| Podrodzaj    | Grafika | Gatunek               | Autor i rok opisu              | Nazwa zwyczajowa   | Podgatunki         | Rozmieszczenie geograficzne | Podstawowe wymiary                                  | Status IUCN |
| ------------ | ------- | --------------------- | ------------------------------ | ------------------ | ------------------ | --- | --------------------------------------------------- | ----------- |
| Leopardus    |         | Leopardus wiedii      | (H.R. Schinz, 1821)            | ocelot nadrzewny   | 3 podgatunki       | od Meksyku na południe, przez Amerykę Środkową i Południową do Peru, Boliwii, Paragwaju, północnej Argentyny i Urugwaju; wymarły w południowym Teksasie (Stany Zjednoczone); zakres wysokości: do 1200 m n.p.m.                               | DC: 42–79 cm DO: 30–52 cm MC: 2,3–4,9 kg            | NT          |
| Leopardus    |         | Leopardus pardalis    | (Linnaeus, 1758)               | ocelot wielki      | 2 podgatunki       | od Stanów Zjednoczonych (południowa Arizona i południowo-wschodni Teksas) i Meksyku na południe, przez Amerykę Środkową i Południową po północną Argentynę i Urugwaj, także Trynidad i Tobago; zakres wysokości: 0–1200 m n.p.m.              | DC: 73–100 cm DO: 24–41 cm MC: 6,6–15,5 kg          | LC          |
| Oreailurus   |         | Leopardus jacobita    | (Cornalia, 1865)               | ocelot andyjski    | gatunek monotypowy | wysokie Andy i stepy Patagonii w środkowym i południowym Peru, południowo-zachodniej Boliwii, północno-wschodniej Kolumbii i północno-zachodniej Argentynie (na południe do Neuquen, być może Río Negro); zakres wysokości: 650–5180 m n.p.m. | DC: 58–64 cm DO: 41–48 cm MC: około 4 kg            | EN          |
| Lynchailurus |         | Leopardus colocola    | (G.I. Molina, 1782)            | ocelot pampasowy   | gatunek monotypowy | endemit Chile: zachodnie stoki Andów; zakres wysokości: 0–1800 m n.p.m. | DC: 56–67 cm DO: 38–32 cm MC: brak danych           | NT          |
| Lynchailurus |         | Leopardus pajeros     | (A.G. Desmarest, 1816)         |                    | gatunek monotypowy | trawiasta pampa w środkowej i południowej Argentynie (na południe od Buenos Aires) i Chile; niepewny w północnej Argentynie | DC: 54–65 cm DO: 23–28 cm MC: brak danych           | NE          |
| Lynchailurus |         | Leopardus braccatus   | (Cope, 1889)                   |                    | gatunek monotypowy | Boliwia (niziny w Beni), środkowa i wschodnia Brazylia (od Pantanalu na północny wschód do południowo-zachodniego Piauí) na południe do Paragwaju i północnej Argentyny (Formosa)                                                             | DC: 47–56 cm DO: 23–33 cm MC: około 2,9 kg          | NE          |
| Lynchailurus |         | Leopardus garleppi    | (Matschie, 1912)               |                    | gatunek monotypowy | Andy od Ekwadoru do północnego Chile (Tarapacá) i północno-zachodniej Argentyny (Catamarca i Córdoba); być może na północ do Andów w Kolumbii; zakres wysokości: do 4800 m n.p.m.                                                             | DC: 46–72 cm DO: 24–38 cm MC: brak danych           | NE          |
| Lynchailurus |         | Leopardus fasciatus   | (Larrañaga, 1923)              |                    | gatunek monotypowy | południowa Brazylia (południowa część Rio Grande do Sul), Urugwaj i północno-wschodnia Argentyna (Corrientes) | DC: 38–62 cm DO: 24–34 cm MC: 3,7–4 kg              | NE          |
| Margay       |         | Leopardus tigrinus    | (von Schreber, 1775)           | ocelot tygrysi     | 2 podgatunki       | Kostaryka, zachodnia Panama, Wenezuela, wschodnie Andy i dorzecze rzeki Amazonki na południe do Boliwii i Brazylii; południowe granice nie są dobrze poznane; zakres wysokości: 0–4800 m n.p.m.                                               | DC: 41–56 cm DO: 24–34 cm MC: 1,3–3,5 kg            | VU          |
| Margay       |         | Leopardus pardinoides | (J.E. Gray, 1867)              |                    | gatunek monotypowy | północne Andy, od Kolumbii do Boliwii | DC: około 48,5 cm DO: około 29 cm MC: około 2,27 kg | NE          |
| Margay       |         | Leopardus guttulus    | (Hensel, 1872)                 |                    | gatunek monotypowy | południowa i wschodnia Brazylia (na południe od Mato Grosso i Espírito Santo), wschodni Paragwaj i północno-wschodnia Argentyna (Misiones) | DC: 36–54 cm DO: 22–35 cm MC: 1–4,6 kg              | VU          |
| Margay       |         | Leopardus narinensis  | Ruiz-García, 2023              |                    | gatunek monotypowy | endemit Kolumbii: znany jedynie z holotypu z wulkanu Galeras, w Nariño; być może wymarły | DC: 45,8 cm DO: 28 cm MC: brak danych               | NE          |
| Oncifelis    |         | Leopardus guigna      | (G.I. Molina, 1782)            | ocelot chilijski   | 2 podgatunki       | środkowe i południowe Chile i przylegająca południowo-zachodnia Argentyna; zakres wysokości: poniżej 2000 m n.p.m. | DC: 39–51 cm DO: 19,5–25 cm MC: 1,3–3 kg            | VU          |
| Oncifelis    |         | Leopardus geoffroyi   | (d’Orbigny & P. Gervais, 1844) | ocelot argentyński | gatunek monotypowy | od środkowej Boliwii, przez Paragwaj, południową Brazylię i Urugwaj, na południe do południowego Chile i południowej Argentyny; zakres wysokości: 0–3300 m n.p.m.                                                                             | DC: 43–88 cm DO: 23–40 cm MC: 1,8–7,8 kg            | LC          |

Kategorie IUCN:  LC  – gatunek najmniejszej troski,  NT  – gatunek bliski zagrożenia,  VU  – gatunek narażony,  EN  – gatunek zagrożony;  NE  – gatunki niepoddane jeszcze ocenie.
Opisano też gatunek wymarły z pliocenu i plejstocenu dzisiejszej Argentyny:
- Leopardus vorohuensis (Berta, 1983)